# Sverre Hansen (Fußballspieler)
Sverre Hansen (* 23. Juni 1913 in Larvik; † 22. August 1974 ebenda) war ein norwegischer Fußballspieler.

## Karriere

### Verein
Hansen spielte im Alter von 20 Jahren für den in seinem Geburtsort ansässigen Fram Larvik Fußball, mit der Saison 1937/38 erstmals im Ligabetrieb bei der Premiere der Norgesserien, der seinerzeit höchsten Spielklasse im norwegischen Fußball. Im Distrikt IV; Gruppe B schloss seine Mannschaft diese als Sieger ab, unterlag jedoch im Viertelfinale – sowohl im Hin- als auch im Rückspiel – dem späteren ersten Meister Fredrikstad FK.

### Nationalmannschaft
Hansen bestritt seine ersten beiden Länderspiele für die B-Nationalmannschaft. Er debütierte am 27. September 1931 in Stockholm bei der 0:2-Niederlage gegen die Zweitvertretung Schwedens. Seinen zweiten Einsatz hatte er am 1. Juli 1932 in Oslo bei der 0:3-Niederlage gegen die Zweitvertretung Schwedens.
Für die A-Nationalmannschaft kam er in einem Zeitraum von drei Jahren zu 15 Länderspielen, in denen er mit sieben Toren eine gute Quote erzielte. Sein Debüt gab er am 11. Juni 1933 in Kopenhagen beim 2:2-Unentschieden gegen die Nationalmannschaft Dänemarks. Sein erstes Tor gelang ihm am 3. September 1933 in Helsingfors beim 5:1-Sieg über die Nationalmannschaft Finnlands mit dem Treffer zum Endstand in der 83. Minute; beides, wie auch sechs weitere Länderspiele, im Rahmen der Nordischen Meisterschaft 1933–36.
Mit der A-Nationalmannschaft nahm er am olympischen Fußballturnier 1936 in Berlin teil. Er wurde einzig am 3. August 1936 im Mommsenstadion beim 4:0-Sieg über die Nationalmannschaft der Türkei eingesetzt; es war zugleich sein letztes Spiel als Nationalspieler. Da seine Mannschaft am 10. August 1936 das Halbfinale im Olympiastadion Berlin gegen den späteren Olympiasieger Italien mit 1:2 n. V. verloren hatte, spielte sie drei Tage später an selber Stätte um Bronze. Mit drei Toren von Arne Brustad wurde die Nationalmannschaft Polens mit 3:2 bezwungen und die Bronzemedaille errungen.

## Erfolge
- Olympische Bronzemedaille 1936